# Appartements Brewster
Les appartements Brewster (connu à l'origine sous le nom de « Palais de Lincoln Park ») est un immeuble résidentiel du secteur de Lakeview à Chicago. Situé au 2800 North Pine Grove Avenue, il a été conçu par l'architecte Enoch Colline Turnock et construit en 1893. L'édifice a été ajouté à la liste des Chicago Landmarks (CL) par la ville de Chicago le 6 octobre 1982.

## Architecture
Le bâtiment emploie dans sa construction une structure à ossature métallique, ce qui a permis l'avènement des gratte-ciel à la fin du XIXe siècle. La façade de l'immeuble est faite de béton avec un intérieur comportant une vaste entrée avec des escaliers en fonte.

## Résidents célèbres
Le 20e gouverneur de l'Illinois John Peter Altgeld a vécu dans l'immeuble à partir de 1897, après la fin de son mandat de gouverneur et pendant qu'il travaillait comme avocat dans le cabinet de Darrow. Charlie Chaplin a vécu dans la suite penthouse à l'apogée du cinéma à Chicago, lorsqu'il fréquentait les studios Essanay entre 1915 et 1916.

## Dans la culture populaire
Les Appartements Brewster ont été le lieu de tournage de plusieurs films dont Deux Flics à Chicago (1986) et Jeu d'enfant (1988).